# Landesseilbahngesetz (Mecklenburg-Vorpommern)
Das Landesseilbahngesetz Mecklenburg-Vorpommerns regelt unter anderem die Betriebsgenehmigung von und die Aufsicht über Seilbahnen. Das Gesetz dient der Umsetzung der Richtlinie 2000/9/EG des Europäischen Parlaments und des Rates vom 20. März 2000 über Seilbahnen für den Personenverkehr (ABl. EG Nr. L 106, S. 21).

## Bedeutung
Das Landesseilbahngesetz regelt die Errichtung betreffend den Betrieb von Stand-, Schienen- und Luftseilbahnen. Die Gondelbahn auf der Internationalen Gartenbauausstellung 2003 wurde nach dem Ende der Ausstellung wieder abgebaut, also vor dem Inkrafttreten des Landesseilbahngesetzes.
Das Gesetz wird gern als Beispiel für überzogene EU-Bürokratie herangezogen, da nach der europäischen Richtlinie 2000/9/EG das Gesetz erlassen werden musste, auch wenn zum jeweiligen Zeitpunkt keine Seilbahnen zur Personenbeförderung in Betrieb sind. Allerdings ist der Bürokratieaufwand auf die Gesetzgebungszuständigkeit der Länder zurückzuführen. Während beispielsweise in Österreich das Bundesgesetz über Seilbahnen für die gesamte Republik beschlossen wurde, musste in Deutschland jedes Land ein eigenes Seilbahngesetz erlassen. Die Behauptung der Kritiker, dass es in Mecklenburg-Vorpommern keine Seilbahnen gäbe, ist unrichtig. So wurde etwa zur Internationalen Gartenbauausstellung 2003 eine Seilbahn errichtet.
Die Frist für die Umsetzung der Richtlinie in nationales Recht verstrich bereits im Mai 2002. In Deutschland erfolgte diese Umsetzung nur in einzelnen Ländern, weshalb die Europäische Kommission im Oktober 2003 ein Vertragsverletzungsverfahren gegen Deutschland einleitete. In diesem Verfahren hätte unter Umständen ein Zwangsgeld von bis zu 791.293 Euro pro Tag gegen die Bundesrepublik verhängt werden können. Diese hätte das Zwangsgeld von denjenigen Bundesländern eingefordert, welche die Richtlinie noch nicht umgesetzt hätten.
Das Vertragsverletzungsverfahren gegen Deutschland wurde 2005 beendet, da bis dahin sämtliche Länder Seilbahngesetze erlassen hatten. Mecklenburg-Vorpommern wurde daher nicht mit einem Zwangsgeld belastet.